# Stankuvate, Vilșanka
Stankuvate (în ucraineană Станкувате) este localitatea de reședință a comunei Stankuvate din raionul Vilșanka, regiunea Kirovohrad, Ucraina.

## Demografie
Componența lingvistică a localității Stankuvate
     Ucraineană (70,25%)
     Bulgară (21,31%)
     Română (5,49%)
     Rusă (2,53%)
     Alte limbi (0,42%)
Conform recensământului din 2001, majoritatea populației localității Stankuvate era vorbitoare de ucraineană (70,25%), existând în minoritate și vorbitori de bulgară (21,31%), română (5,49%) și rusă (2,53%).